# Innaarsuit
Innaarsuit (Ivnârssuit prima della riforma ortografica del 1973) è un piccolo villaggio della Groenlandia di 140 abitanti (gennaio 2005). Appartenente al comune di Avannaata, si affaccia sulla Baia di Baffin.